# Детенице
Детенице (чеш. Dětenice) — чешская община (муниципалитет) в районе района Йичин Краловеградецкого края. 

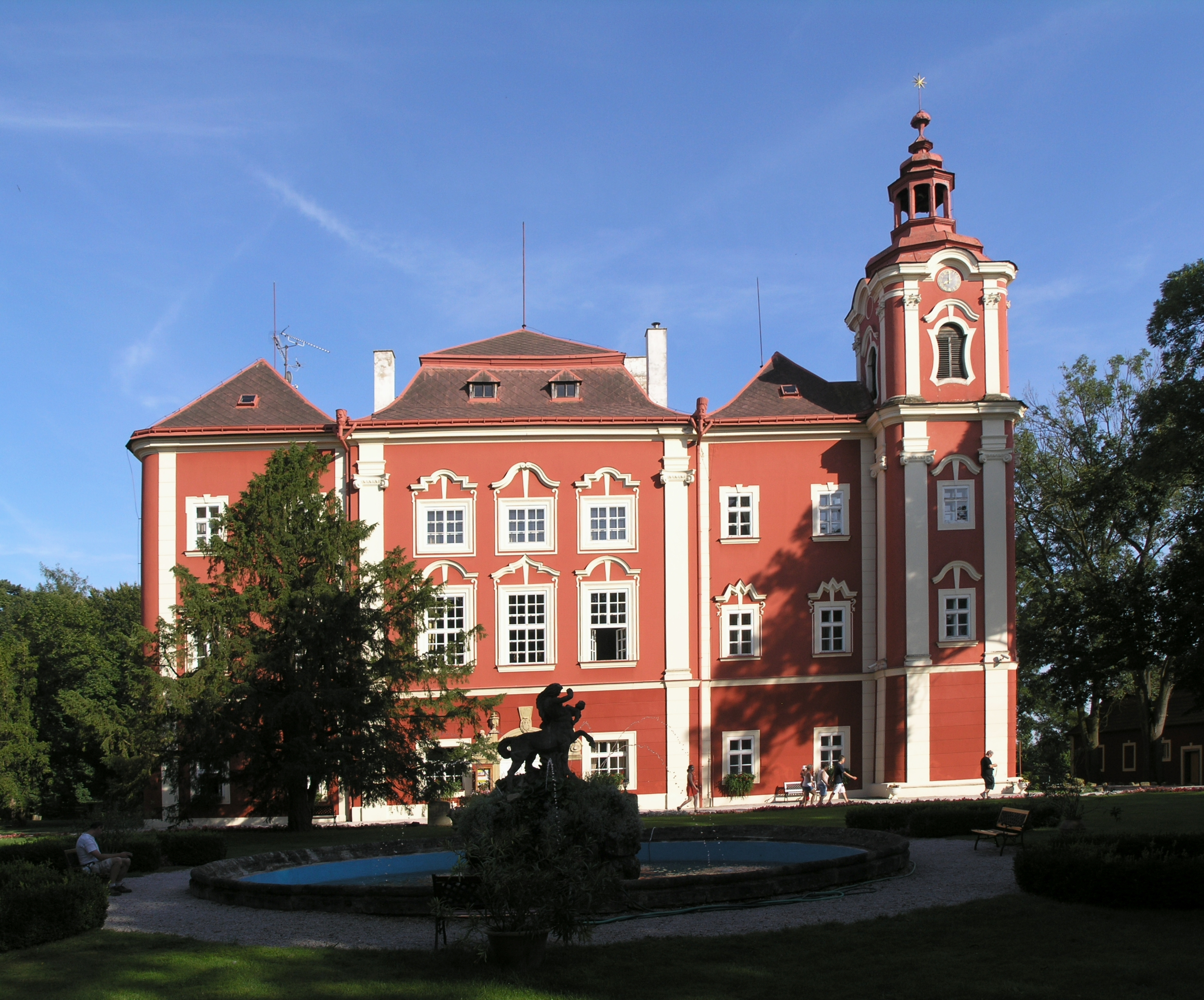
Замок Детенице.

Община Детенице состоит из трёх исторических частей:
- Детенице
- Осенице
- Бродек

Согласно преданию, князь Чехии Ольдржих (1012—1034) во время охоты (по другой версии, князь Бржетислав I (1034—1055) во время похода) нашёл в местных лесах двух брошенных мальчиков и из жалости повелел на этом месте основать для них село. От слова дети и произошло название села. Первое письменное упоминание о селе Детенице относится к 1052 году.
В XVII веке Детенице принадлежало роду Вальдштейнов. При них был расширен костёл Рождества Девы Марии в Осенице (1650) и из гуситского преобразован в католический и передан римско-католическому приходу (1663). Костёлу было даровано три колокола и при нём учреждена приходская школа (1665). Верный католик Октавиан из Вальдштейна (1670—1717) существенно благоустроил Детенице. При нём были возведены чумная статуя Святого Сальватора (1713), статуи Девы Марии у Суханка, Святой Варвары в замковом парке и Яна Непомуцкого на площади в Детенице, а также замковая капелла. Когда местные жители-гуситы спалили католический приход и школу в Осенице Октавиан построил новую приходскую школу в Детенице.
Основными достопримечательностями Детенице являются барочный замок (Детенице), капелла Святого Яна Непомуцкого (Осенице), костёл Рождества Девы Марии (Осенице).

## Население
| Год  | Численность | Численность |
| ---- | ----------- | ----------- |
| 1869 | 1354        | [ 7 ]       |
| 1880 | 1401        | [ 7 ]       |
| 1890 | 1489        | [ 7 ]       |
| 1900 | 1486        | [ 7 ]       |
| 1910 | 1491        | [ 7 ]       |
| 1921 | 1427        | [ 7 ]       |
| 1930 | 1346        | [ 7 ]       |
| 1950 | 1119        | [ 7 ]       |
| 1961 | 1062        | [ 7 ]       |
| 1970 | 949         | [ 7 ]       |
| 1980 | 868         | [ 7 ]       |
| 1991 | 799         | [ 7 ]       |
| 2001 | 733         | [ 7 ]       |
| 2014 | 703         | [ 8 ]       |
| 2016 | 705         | [ 9 ]       |
| 2017 | 724         | [ 10 ]      |
| 2018 | 732         | [ 11 ]      |
| 2019 | 713         | [ 12 ]      |
| 2020 | 719         | [ 13 ]      |
| 2021 | 716         | [ 14 ]      |
| 2022 | 711         | [ 15 ]      |
| 2023 | 747         | [ 16 ]      |
| 2024 | 764         | [ 17 ]      |
| 2025 | 747         | [ 3 ]       |